# Hinokitiol
Хинокитиол (β-туйяплицин) является природным монотерпеноидом, встречающимся в древесине деревьев семейства кипарисовых. Это продукт химических превращений трополона и один из туйяплицинов. Хинокитиол широко применяется в продуктах для ухода за полостью рта и обладает широким спектром противомикробной и противовоспалительной активности. Кроме того, в Японии он одобрен в качестве пищевой добавки, способствующей сохранению продуктов питания.
Название «хинокитиол» обязано факту первоначального выделения его из тайваньского хиноки в 1936 году. Он практически отсутствует в японском хиноки, в то время как содержится в высокой концентрации (около 0,04% массы сердцевинной древесины) в  можжевельнике древесном, в древесине кедра хиба (Thujopsis dolabrata) и в туе складчатой (Thuja plicata). Его можно легко извлечь из древесины кедра с помощью растворителя и ультразвука.
Хинокитиол структурно связан с трополоном, в котором отсутствует изопропиловый заместитель. Трополоны известны как хелатирующие агенты.

## Противомикробная активность
Хинокитиол обладает широким спектром биологических активностей, многие из которых были изучены и описаны в литературе. Первая и наиболее известная – это сильная противомикробная активность в отношении многих бактерий и грибков, независимо от устойчивости к антибиотикам. В частности, хинокитиол продемонстрировал эффективность против Streptococcus pneumoniae, Streptococcus mutans и Staphylococcus Aureus, распространенных патогенов человека. Кроме того, было доказано, что хинокитиол обладает ингибирующим действием на Chlamydia trachomatis и может быть клинически полезным в качестве местного препарата. Более поздние исследования показали, что хинокитиол также демонстрирует противовирусную активность при использовании в сочетании с соединением цинка в отношении нескольких вирусов человека, включая риновирус, вирус Коксаки и менговирус.

## Прочие активности
Кроме противомикробной активности широкого спектра действия хинокитиол обладает противовоспалительной и противоопухолевой активностью, описанной в ряде исследований клеток in vitro и исследованиях на животных in vivo. Хинокитиол ингибирует ключевые маркеры и пути воспаления, такие как TNF-a и NF-kB. Изучается также его потенциал для лечения хронических воспалительных или аутоиммунных состояний. Обнаружено, что хинокитиол оказывает цитотоксичное воздействие на несколько известных линий раковых клеток, вызывая аутофагические процессы.

### Исследования коронавируса
Противовирусные эффекты Hinokitiol возникают из-за его действия как ионофор цинка. Хинокитиол обеспечивает приток ионов цинка в клетки, которые ингибируют механизм репликации РНК-вирусов и, следовательно, ингибируют репликацию вируса. К известным РНК-вирусам относятся вирус гриппа человека, SARS и новоявленный коронавирус. Исследование подтвердило эффективность ионов цинка с ионофором цинка в ингибировании репликации SARS, еще одного коронавируса, который имеет много общего с новоявленным коронавирусом. Было обнаружено, что ионы цинка способны значительно ингибировать репликацию вируса внутри клеток, и доказано, что активность зависит от притока цинка. Данное исследование было проведено с пиритионом ионафора цинка, функционирование которого очень схоже с функционированием хинокитиола.

#### «Противовирусная активность пиритиона ионофоров цинка и хинокитиола при инфекции пикорнавируса»
Исследование, опубликованное в 2008 году в сотрудничестве с Венским медицинским университетом и кафедрой медицинской микробиологии Медицинского центра Университета Неймегена имени святого Радбода Утрехтского, доказало, что хинокитиол ингибирует размножение риновируса человека, вируса Коксаки и менговируса. Оно также выявило, что хинокитиол препятствует обработке вирусных полипротеинов, ингибируя таким образом репликацию пикорнавируса. Исследование также показало, что хинокитиол приводит к быстрому импорту внеклеточного цинка в клетки, хотя эти вещества структурно не связаны между собой. Дальнейшие исследования предоставили доказательства того, что хинокитиол ингибирует репликацию пикорнавирусов, нарушая обработку вирусного полипротеина, и что противовирусная активность хинокитиола зависит от наличия ионов цинка 

#### «Потенциальная роль оральных полосканий при нацеливании на вирусную липидную оболочку при инфекции SARS-CoV-2»
Исследование выпущено Оксфордским Академическим издательством под медицинским журналом «Function Magazine». Извлечение из аннотации: « Новые исследования все чаще демонстрируют важность горла и слюнных желез как сайтов репликации и передачи вируса при ранней болезни ХОБЛ-19. SARS-CoV-2 представляет собой оболочечный вирус, характеризующийся наружной липидной мембраной, происходящей из клетки-хозяина, из которой он распускается. Хотя он очень чувствителен к агентам, которые разрушают липидные биомембраны, не было обсуждений о потенциальной роли полоскания рта в предотвращении передачи. " 

## Продукты, содержащие хинокитиол
Хинокитиол широко применяется в ряде потребительских товаров, таких как косметика, зубная паста, спреи для полости рта, солнцезащитные средства и средства для роста волос. Одним из ведущих брендов в продаже потребительских продуктов хинокитиола является Hinoki Clinical. Hinoki Clinical (1956 г.) была основана вскоре после того, как в 1955 году началось первое «промышленное получение хинокитиола». Hinoki в настоящее время имеет более 18 различных продуктов, в состав которых в качестве ингредиента входит хинокитиол. Еще один бренд, «Relief Life», добился более миллиона продаж своей зубной пасты «Dental Series», содержащей хинокитиол. Другие известные производители продуктов на основе хинокитиола: Otsuka Pharmaceuticals, Kobayashi Pharmaceuticals, Taisho Pharmaceuticals, SS Pharmaceuticals. Кроме Азии некоторые компании, например, Swanson Vitamins®, начинают использовать хинокитиол в потребительских товарах на таких рынках, как США. и Австралия, в качестве антиоксидантной сыворотки и в прочих начинаниях.

### Dr ZinX
2 апреля 2020 года, Advance Nanotek, австралийский производитель оксида цинка, подал совместно с AstiVita Limited заявку на патент противовирусного состава, включающего различные средства по уходу за полостью рта, содержащие хинокитиол в качестве жизненно важного компонента. Бренд, внедривший это новое изобретение, называется Dr Zinx. Он, вероятно, запустит свой состав, комбинирующий цинк и хинокитиол, в 2020 году. 18 мая 2020 года Dr ZinX опубликовал результаты испытания «Количественное испытание суспензии для оценки вирулицидной активности в медицинской области», показавшие редукцию «3,25 log» (редукцию на 99,9%) для чистой концентрации за 5 минут в отношении кошачьего коронавируса (суррогата COVID-19). Цинк является важной пищевой добавкой и микроэлементом в организме. По оценкам, 17,3% населения мира потребляет недостаточное количество цинка.

## История

### Открытие
Хинокитиол был добыт в 1936 году доктором Тецуо Нозоэ из эфирного масла тайваньского кипариса. Открытие этого соединения с гептагональной молекулярной структурой, которого, как утверждали, не существует в природе, было признано во всем мире как большое достижение в истории химии.

#### Тецуо Нозоэ
Тецуо Нозоэ родился в Сендае, Япония, 16 мая 1902 года. В возрасте 21 года он записался на курс химии в Императорском университете Тохоку на химическом факультете.  После его окончания в марте 1926 года Нозоэ стал научным сотрудником, но вскоре уехал из Сендая на Формозу (в настоящее время известную как Тайвань) в конце июня 1926 года.
Основные научные интересы Нозоэ заключались в изучении натуральных продуктов, особенно тех, которые находились на Формозе. Документированная работа Нозоэ на Формозе касалась химических компонентов тайваньского хиноки, местного хвойного дерева, произрастающего в горных районах. Нозоэ определил новое соединение, хинокитиол, по компонентам этого вида и впервые сообщил о нем в 1936 году в специальном выпуске Бюллетеня Химического общества Японии.
Когда в ноябре 1950 года Химическим обществом Лондона был организован симпозиум «Трополон и родственные соединения», работа Нозоэ по хинокитиолу была упомянута как новаторский вклад в химию трополонов, что помогло исследованиям Нозоэ получить признание на Западе. Нозоэ смог опубликовать свою работу по хинокитиолу и его химическим превращениям в журнале «Nature » в 1951 году благодаря Дж. В. Куку, председателю симпозиума. Работа Нозоэ, начавшаяся с исследований природных продуктов Тайваня и полностью подготовленная в Японии в 1950-х и 1960-х годах, открыла новую область органической химии, так называемую химию небензоидных ароматических соединений. Его работа была хорошо принята в Японии, благодаря чему Нозоэ получил Орден культуры, наивысшую награду за вклад исследователей и художников в 1958 году, в возрасте 56 лет.

### Многообещающее будущее
Начиная с 2000-х годов, исследователи стали признавать, что хинокитиол может представлять ценность в качестве фармацевтического средства, особенно для ингибирования бактерии Chlamydia trachomatis.
Химик Мартин Берк и его коллеги из Иллинойсского университета в Урбане-Шампейне и других научных учреждений открыли множество медицинских применений хинокитиола. Целью Берка было преодоление нерегулярности транспорта железа у животных. Недостаток некоторых белков может привести к дефициту железа в клетках (к анемии) или к обратному эффекту, гемохроматозу. Используя генетически обедненные дрожжевые культуры в качестве суррогатов, исследователи провели скрининг библиотеки малых биомолекул на наличие признаков транспорта железа и, следовательно, роста клеток. Хинокитиол продемонстрировал свойства восстановления функциональности клеток. Дальнейшая работа команды установила механизм, с помощью которого хинокитиол восстанавливает или сокращает клеточное железо. Затем они переключились на исследование млекопитающих и обнаружили, что генетически сконструированные на нехватку «железных белков» грызуны, которые получали корм в виде хинокитиола, восстанавливали накопление железа в кишечнике. В аналогичном исследовании рыбок данио-рерио молекула восстановила выработку гемоглобина. В комментарии к работе Берка с соавторами хинокитиол назван «молекулой железного человека». Это уместно и иронично, потому что имя первооткрывателя Нозоэ можно перевести на русский как «железный человек».
Было также проведено множество исследований по пероральному применению хинокитиола, учитывая возросший спрос на пероральные продукты на его основе. Одно из таких исследований, задействовавших восемь различных учреждений Японии, под названием  «Антибактериальная активность хинокитиола в отношении устойчивых к антибиотикам и восприимчивых патогенных бактерий, преобладающих в полости рта и верхних дыхательных путях» пришло к выводу, что «хинокитиол проявляет антибактериальную активность в отношении широкого спектра патогенных бактерий и обладает низкой цитотоксичностью в отношении к эпителиальным клеткам человека».

#### Актуальные исследования
- «Zn2+ ингибирует активность РНК-полимеразы коронавируса и артеривируса in vitro, а ионофоры цинка блокируют репликацию этих вирусов в культуре клеток».[13]
- «Противовирусная активность пиритиона ионофоров цинка и хинокитиола при инфекции пикорнавируса».[42]
- «Обнаружение SARS-ассоциированного коронавируса при промывании горла и слюны при ранней диагностике».[43]
- «Высокая экспрессия ACE2-рецептора 2019-nCoV на эпителиальных клетках слизистой оболочки полости рта».[44]
- «Противовирусный лекарственный препарат»[45]
- «Противовирусный агент, конфеты для горла, жидкость для полоскания горла и рта с использованием того же средства».[46]
- «Метод противобактериальной и противогрибковой активности, метод лечения инфекционных заболеваний и защитный кометический метод».[47]
- «Защитный эффект хинокитиола от потери пародонта при экспериментальном пародонтите у мышей, вызванным наложением нити».[48]

Смотрите другие разделы для получения дополнительной информации о новых исследований...